# Viktor Onopko
Viktor Savel'evič Onopko (in russo Виктор Савельевич Онопко?; Luhans'k, 14 ottobre 1969) è un allenatore di calcio ed ex calciatore russo di origine ucraina, vice commissario tecnico della nazionale russa e tecnico in seconda del Rostov.
Prima sovietico e dal 1992 russo, ricopriva il ruolo di difensore.
È stato il primatista di presenze con la Nazionale russa. Fu eletto calciatore russo dell'anno nel 1993.

## Carriera

### Club
Cominciò la carriera nel 1988 e vestì le maglie di Šachtar, Spartak Mosca, Real Oviedo, Rayo Vallecano, Alania Vladikavkaz e, dal 2004 al 2006, Saturn.

### Nazionale
Sebbene fosse selezionabile per la Nazionale ucraina, anche dopo l'indipendenza dell'Ucraina Onopko decise di continuare a giocare nella Nazionale russa, con cui collezionò 109 presenze (più 4 con la nazionale della CSI), la prima delle quali nel 1992. Disputò i Mondiali 1994 e 2002 e gli Europei 1996. Inserito nella rosa dei pre-convocati per gli Europei 2004, fu poi costretto a saltare la manifestazione a causa di un infortunio.

## Palmarès

### Club

#### Competizioni nazionali
- Campionato russo: 3

Spartak Mosca: 1992, 1993, 1994
- Coppa di Russia: 1

Spartak Mosca: 1993-1994

#### Competizioni internazionali
- Coppa dei Campioni della CSI: 3

Spartak Mosca: 1993, 1994, 1995

### Individuale
- Calciatore russo dell'anno: 1

1993